# چاتام شرقی (نیویورک)
چاتام شرقی (به انگلیسی: East Chatham) یک منطقهٔ مسکونی در ایالات متحده آمریکا است که در شهرستان کلمبیا، نیویورک واقع شده‌است. چاتام شرقی ۲۱۳٫۹۷ متر بالاتر از سطح دریا واقع شده‌است.